# Giada Colagrande
Giada Colagrande (ur. 16 października 1975 w Pescarze) – włoska reżyserka i aktorka.

## Życiorys
Giada Colagrande urodziła się we włoskim mieście Pescara. W 1995 roku zaczęła robić pierwsze video-arty. Dwa lata później zrealizowała swój pierwszy film krótkometrażowy Carnaval (35 mm, 13 min.), który był prezentowany na Rzymskim Festiwalu Filmowym. Od 2005 żona Willema Dafoe.

## Filmografia

### Aktorka
- Aprimi il cuore
- Wdowa

### Reżyserka
- A Woman
- Wdowa
- Aprimi il cuore